# Geodia hentscheli
Espèce
Synonymes
- Geodia mesotriaena (Hentschel, 1929)[1]
- Sidonops mesotriaena Hentschel, 1929[1]

Geodia hentscheli est une espèce d'éponges siliceuses de la famille des Geodiidae.

## Systématique
L'espèce a été décrite par Paco Cárdenas (d), Hans Tore Rapp (d), Christoffer Schander (d) et Ole S. Tendal (d) en 2010.

## Répartition
Geodia hentscheli est présente dans l'océan Atlantique Nord, notamment sur la dorsale médio-atlantique.

## Publication originale
- (en) Paco Cárdenas, Hans Tore Rapp, Christoffer Schander et Ole S. Tendal, « Molecular taxonomy and phylogeny of the Geodiidae (Porifera,Demospongiae, Astrophorida) - combining phylogenetic and Linnaean classification », Zoologica Scripta, Wiley-Blackwell, vol. 39, no 1,‎ janvier 2010, p. 89-106 (ISSN 0300-3256 et 1463-6409, DOI 10.1111/J.1463-6409.2009.00402.X, lire en ligne).